# Zsuzsa Szikra
Zsuzsa Szikra (Marcali, 6 februari 1951) is een Hongaarse schilderes wier werk een poëtisch abstract karakter heeft. Zij is mede bekend voor haar portretten. Zsuzsa Szikra is lid van de Alkotóművészek Országos Egyesülete - MAOE (Vereniging van Hongaarse kunstenaars).

## Biografie
Zsuzsa Szikra werd geboren in 1951 in het Szechenyi-kasteel dat diende als ziekenhuis en gevestigd was in de stad Marcali in Hongarije. Reeds op jonge leeftijd werd Zsuzsa beïnvloed door de schilderijen en andere vormen van kunst die haar vader maakte. Haar vader, János Szikra, schilderde landschappen en portretten. Tijdens haar kindertijd bracht Zsuzsa haar zomervakanties door bij haar grootmoeder, door wie zij de Hongaarse schrijvers van haar tijd leerde kennen. Grootmoeder Ilona Takats was een getalenteerde dichter en architect en had uitgebreide contacten met de Hongaarse schrijvers van haar tijd. Zsuzsa Szikra bezocht een speciale middelbare school, gespecialiseerd in de kunsten, in Pécs, de Pécsi Művészeti Gimnázium es Szakközepiskola, waar ze leerde te werken met gobelins. Op deze middelbare school kwam ze in contact met de werken van Victor Servranckx, wiens stijl werd beïnvloed door het kubisme en het constructivisme. Na de middelbare school studeerde ze verder aan de Hongaarse Universiteit van Schone Kunsten in Boedapest. Hier studeerde ze onder Simon Sarkantyú en de beroemde Jeno Barcsay, de maker van Anatomie voor de kunstenaar. Zsuzsa Szikra studeerde samen met Tamás Vilmos Kovács, Mária Mihályfi, Janos Kalmar en Zsuzsa Lics. Zsuzsa Szikra woonde geruime tijd in Nederland.

## Poëtisch abstracte kunst
Net als de Hongaars-Frans kunstenaar Victor Vasarely is Zsuzsa Szikra geschoold in Pécs op een middelbare school en later aan de Hongaarse Universiteit voor Schone Kunsten, Magyar Képzőművészeti Egyetem. Beide schilders hebben abstracte geometrische werken, het werk van Zsuzsa Szikra is echter meer poëtisch.

## Tentoonstellingen
- 1977 Berlijn
- 1978 Salgotarjan, Tavaszi Tárlat, Hongarije
- 1979 Boedapest, Mücsarnok Studio 79 en Pécs, Pécsi Galéria, Pécsi Művészetiből indultak, Hongarije
- 1980 Szentendre, Vajda Lajos Studio, Hongarije
- 1981 Szekszárd, Babits Mihály competition, Babits-pályázat, Szekszárd, Hongarije
- 1982 Gyor, Madach competition, Madách-pályázat, Győr,[11] Hongarije
- 1984 Veszprém, Hongarije
- 1985 Boedapest, Lila Iskola, Hongarije
- 1985 Nagykanizsa, Egry Jozsef terem, Hongarije
- 1986 Hulst, Galerie van Geyt, Nederland
- 1987 Marcali, Bernath Muzeum, Hongarije
- 1988 Boedapest Duna Galeria, Hongarije
- 1996 Sint Niklaas, Internationale Exlibris competitie, België
- 1997 Fonyod, Toparti Nyari Galeria, Hongarije, Pécs, Pécsi Galéria, Hongarije
- 2002 Hulst museum de vier ambachten, Nederland
- 2007 Internet tentoonstelling; Carneval in Venetië
- 2010 Duna Palota (Donaupaleis), Boedapest Spring Festival, maart 2010, Boedapest, Hongarije[12]
- 2010 Saarbrücken, Duitsland, herfst 2010

## Studiereizen
Reis naar Griekenland, 1982 reis naar Parijs (Louvre en Centre Georges Pompidou) en Rome (Vatican Museums, Rafaello, Michelangelo) en Florence (Uffizi museum), Venetië (Guggenheim Museum Venetië, Georgione’s La Tempesta), 1977 kunst reis naar Sint Petersburg Hermitage en Moskou (Pushkin Museum), 1976 reis naar Madrid (Prado) 1980 reis naar Londen (Tate Gallery, British Museum) 1986 - 2000

## Geïllustreerde boeken
- Timmermans, Peter & Szikra Zsuzsa: Een leven aan de Antwerpse haven: Beer Struyf / Peter Timmermans ; met tekeningen van Zsuzsa Szikra. Ljubljana: His Story, 1996. ISBN 978-963-200-548-5
- Sponselee, George & Zsuzsa Szikra: Zou 't beter zijn, 't zou niet deugen. Met tekeningen van Zsuzsa Szikra 1989.
- Sponselee, George & Zsuzsa Szikra: Katrien, een verhaal uit het Zeeuws-Vlaamse land. Hulst, 1997 met tekeningen van Zsuzsa Szikra
- Sponselee George & Szikra Zsuzsa: Frida, Een verhaal uit het Zeeuws-Vlaamse land. Met tekeningen van Zsuzsa Szikra. 1992
- Zsuzsa Szikra: Poetic Mind, A Journey Through Colors. 45 poetic abstract paintings by Zsuzsa Szikra/ text Philip Sparks. Liszt Press, 2010, ISBN 978-961-223-826-1